# Acrocercops demotes
Acrocercops demotes är en fjärilsart som beskrevs av Walsingham 1914. Acrocercops demotes ingår i släktet Acrocercops och familjen styltmalar. Inga underarter finns listade i Catalogue of Life.